# Stazione di Nogara
Stazione di Nogara vasútállomás Olaszországban, Veneto régióban, Nogara településen.

## Vasútvonalak
Az állomást az alábbi vasútvonalak érintik:
- Verona–Bologna-vasútvonal
- Mantova-Monselice-vasútvonal

## Kapcsolódó állomások
A vasútállomáshoz az alábbi állomások vannak a legközelebb: 
- Stazione di Isola della Scala
- Stazione di Ostiglia (2008)
- Stazione di Sanguinetto
- Roncanova railway station
- Stazione di Bonferraro